# Kwaya (Niger)
Kwaya (auch: Koaya) ist eine Landgemeinde im Departement Magaria in Niger.

## Geographie

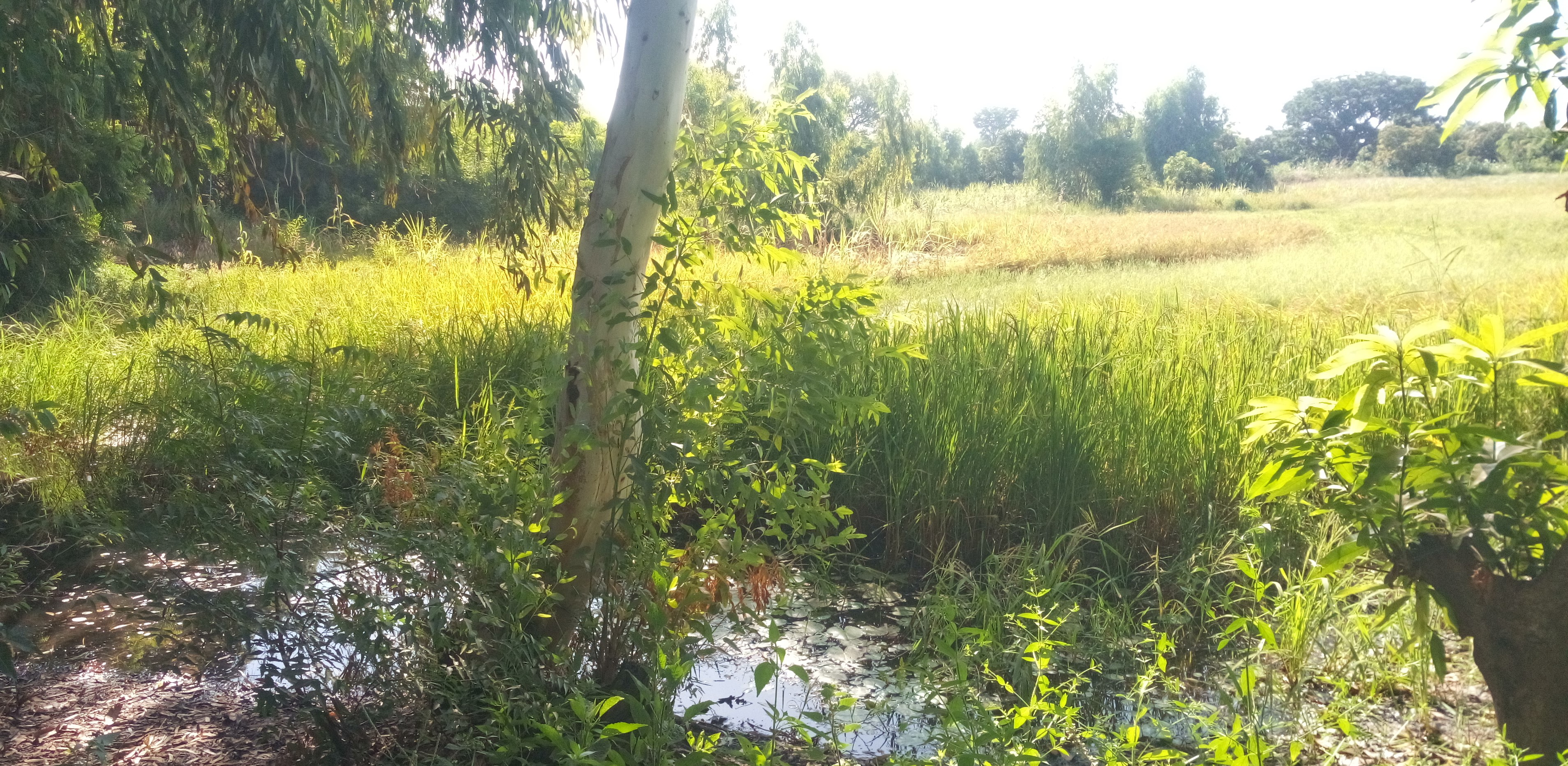
Wasserstelle Mare de Kwaya im Gemeindegebiet (2021)

Kwaya liegt in der Großlandschaft Sudan. Die Nachbargemeinden sind Yaouri im Nordwesten, Bandé im Nordosten, Magaria im Südosten, Yékoua im Süden und Sassoumbroum im Südwesten. Bei den Siedlungen im Gemeindegebiet handelt es sich um 29 Dörfer, 23 Weiler und 3 Lager. Der Hauptort der Landgemeinde ist das Dorf Kwaya. Das nach Einwohnern größte Dorf ist Saboua.
Der Osten des Gemeindegebiets ist von Sanddünen bedeckt. Durch Kwaya verläuft das Trockental Korama, in dem Wasser in geringer Tiefe gefunden werden kann.

## Geschichte
Die Landgemeinde Kwaya ging 2002 im Zuge einer landesweiten Verwaltungsreform aus dem nördlichen Teil des Kantons Magaria hervor.

## Bevölkerung
Bei der Volkszählung 2012 hatte die Landgemeinde 32.510 Einwohner, die in 4665 Haushalten lebten. Bei der Volkszählung 2001 betrug die Einwohnerzahl 15.198 in 2392 Haushalten.
Im Hauptort lebten bei der Volkszählung 2012 893 Einwohner in 163 Haushalten, bei der Volkszählung 2001 558 in 87 Haushalten und bei der Volkszählung 1988 748 in 117 Haushalten.
In ethnischer Hinsicht ist die Gemeinde ein Siedlungsgebiet von Daurawa, Iklan und Fulbe. Die Hausa-Untergruppe Daurawa betreibt Ackerbau, während die Fulbe auf Agropastoralismus spezialisiert sind.

## Politik
Der Gemeinderat (conseil municipal) hat 12 gewählte Mitglieder. Mit den Kommunalwahlen 2020 sind die Sitze im Gemeinderat wie folgt verteilt: 6 PSD-Bassira, 5 PNDS-Tarayya und 1 CPR-Inganci.
Jeweils ein traditioneller Ortsvorsteher (chef traditionnel) steht an der Spitze von 24 Dörfern in der Gemeinde, darunter dem Hauptort.

## Wirtschaft und Infrastruktur
Der Ackerbau umfasst vor allem Hirse und Sorghum. Im durch die Landgemeinde verlaufenden Tal werden unter anderem Kohl, Zuckerrohr und Zwiebeln angebaut. Dadurch kann der Eigenbedarf der Bevölkerung jedoch nicht gedeckt werden. Die wenigen Viehweiden, die durch wuchernde Sandmalven zunehmend kleiner werden, sind wegen Überweidung von schlechter Qualität. In mehreren Dörfern gibt es Imkereien. Etwa 60 Prozent der arbeitsfähigen Einwohner sind aus wirtschaftlichen Gründen regelmäßig zur saisonalen Arbeitsmigration gezwungen.
Der CEG Kwaya ist eine allgemein bildende Schule der Sekundarstufe des Typs Collège d’Enseignement Général (CEG). Beim Centre de Formation aux Métiers de Kwaya (CFM Kwaya) handelt es sich um ein Berufsausbildungszentrum.
Im Dorf Kafin Baka endet die aus Matamèye kommende 37,4 Kilometer lange Route 714, die auch als Landstraße RR7-001 bezeichnet wird und auch durch den Hauptort Kwaya führt. Es handelt sich um eine einfache Erdstraße.